# Келлнерсвілл (Вісконсин)
Келлнерсвілл (англ. Kellnersville) — селище (англ. village) в США, в окрузі Манітовок штату Вісконсин. Населення — 307 осіб (2020).

## Географія
Келлнерсвілл розташований за координатами 44°13′31″ пн. ш. 87°48′11″ зх. д. / 44.22528° пн. ш. 87.80306° зх. д. (44.225167, -87.803115).  За даними Бюро перепису населення США в 2010 році селище мало площу 1,39 км², з яких 1,39 км² — суходіл та 0,00 км² — водойми.

## Демографія
Згідно з переписом 2010 року, у селищі мешкали 332 особи в 160 домогосподарствах у складі 94 родин. Густота населення становила 239 осіб/км².  Було 172 помешкання (124/км²).
Расовий склад населення:
| - 99,7 % — білих - 0,3 % — корінних американців |

До двох чи більше рас належало 0,0 %. Частка іспаномовних становила 0,0 % від усіх жителів.
За віковим діапазоном населення розподілялося таким чином: 15,7 % — особи молодші 18 років, 64,7 % — особи у віці 18—64 років, 19,6 % — особи у віці 65 років та старші. Медіана віку мешканця становила 48,3 року. На 100 осіб жіночої статі у селищі припадало 98,8 чоловіків;  на 100 жінок у віці від 18 років та старших — 89,2 чоловіків також старших 18 років.
Середній дохід на одне домашнє господарство  становив 55 069 доларів США (медіана — 51 071), а середній дохід на одну сім'ю — 70 408 доларів (медіана — 68 125). Медіана доходів становила 44 844 долари для чоловіків та 35 833 долари для жінок. За межею бідності перебувало 13,3 % осіб, у тому числі 22,2 % дітей у віці до 18 років та 11,6 % осіб у віці 65 років та старших.
Цивільне працевлаштоване населення становило 210 осіб. Основні галузі зайнятості: виробництво — 28,1 %, освіта, охорона здоров'я та соціальна допомога — 21,0 %, транспорт — 16,7 %.